# Rinorea hummelii
Rinorea hummelii és una espècie de planta amb flor que pertany a la família de les violàcies. Rinorea hummelii creix al sud de Mèxic fins a Panamà. És comú en els boscos molt humits i boscos del vessant atlàntic, dels 0 fins als 400 msnm. És un arbre o arbust de 2 a 8 m d'alt. Les fulles són el·líptiques, d'entre 8 a 14 cm de llargada i 3 a 6 cm d'amplada, acuminades a l'àpex, arrodonides a agudes a la base, domacis absents, nervi principal híspid a la cara superior, glabre a la cara inferior. Les inflorescències són entre 5 a 8 cm de llarg, amb pedicels d'entre 2,5 a 6 mm de llarg, articulats dalt de la base. Les flors són blanques a grogues i els seus pètals 4-5 mm de llarg, amb filaments units en un tub glandular, de vegades lliures, glàndules dorsals 1/2 de la longitud dels filaments, glabres; estil 3-4 mm de llarg, òvuls generalment 2 per carpel. Les flors floreixen entre febrer a juny en el seu hàbitat originari. La càpsula fa entre 2 a 3,5 cm de llarg. Les llavors mesuren entre 5 a 7 mm de diàmetre, piloses, no maculades i fructifiquen entre abril i setembre en el seu hàbitat originari.